# Culicoides anophelis
Culicoides anophelis är en tvåvingeart som beskrevs av Edwards 1922. Culicoides anophelis ingår i släktet Culicoides och familjen svidknott. Inga underarter finns listade i Catalogue of Life.